# Achaea janata

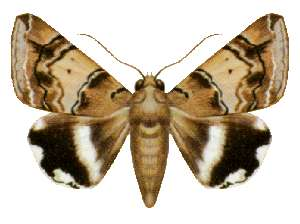
Achaea janata

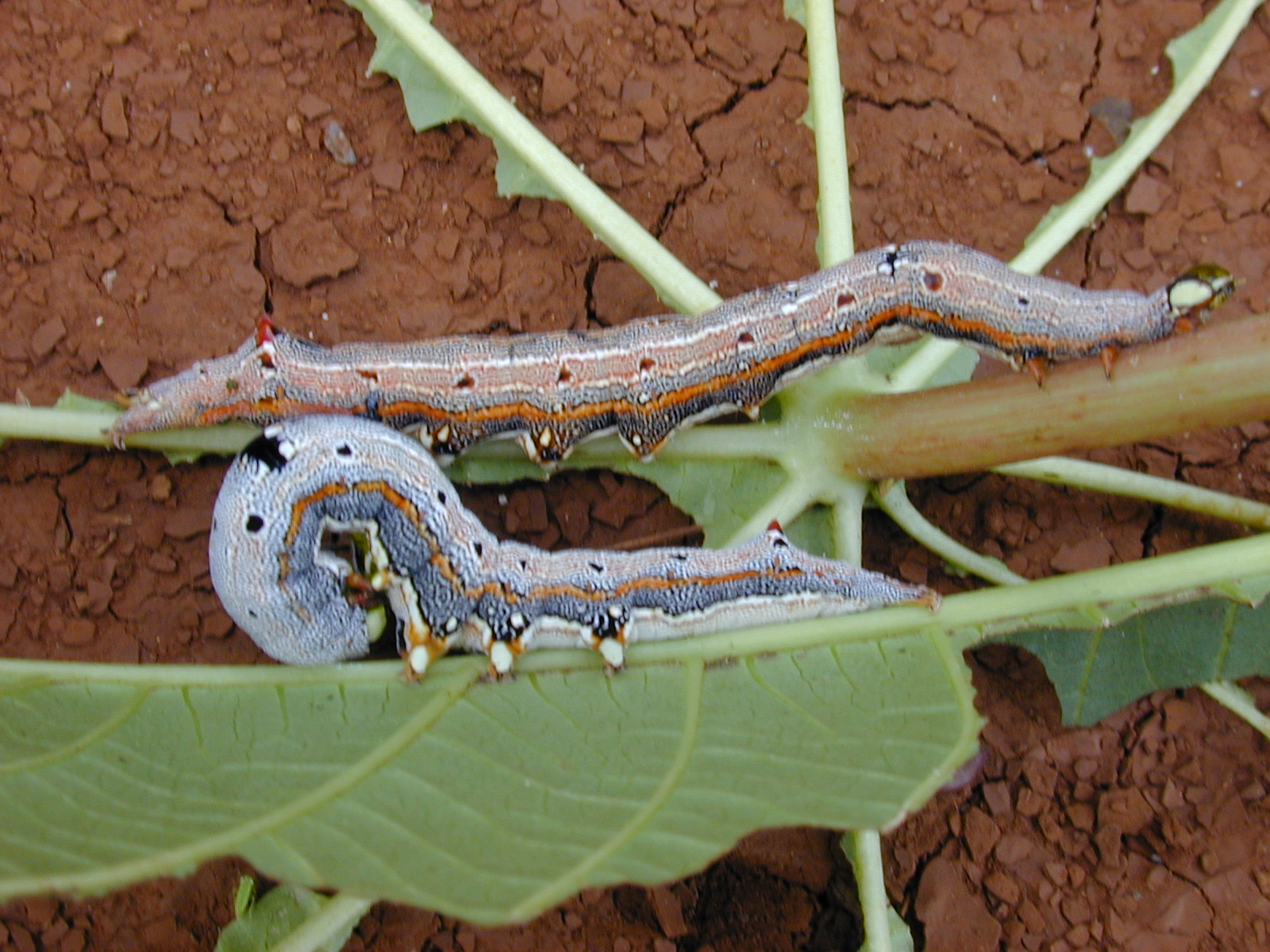
Sâu bướm

Castor Semi-Looper, Achaea janata, là một loài bướm đêm thuộc họ Erebidae, sâu của chúng được gọi là 'sâu đo' do cách di chuyển của chúng và ăn Castor Ricinus communis.
Nó được tìm thấy ở các vùng nhiệt đới và cận nhiệt đới Ấn-Úc, phía nam đến tận New Zealand và phía đông qua các quần đảo thuộc Thái Bình Dương đến đảo Easter.

## Hình ảnh

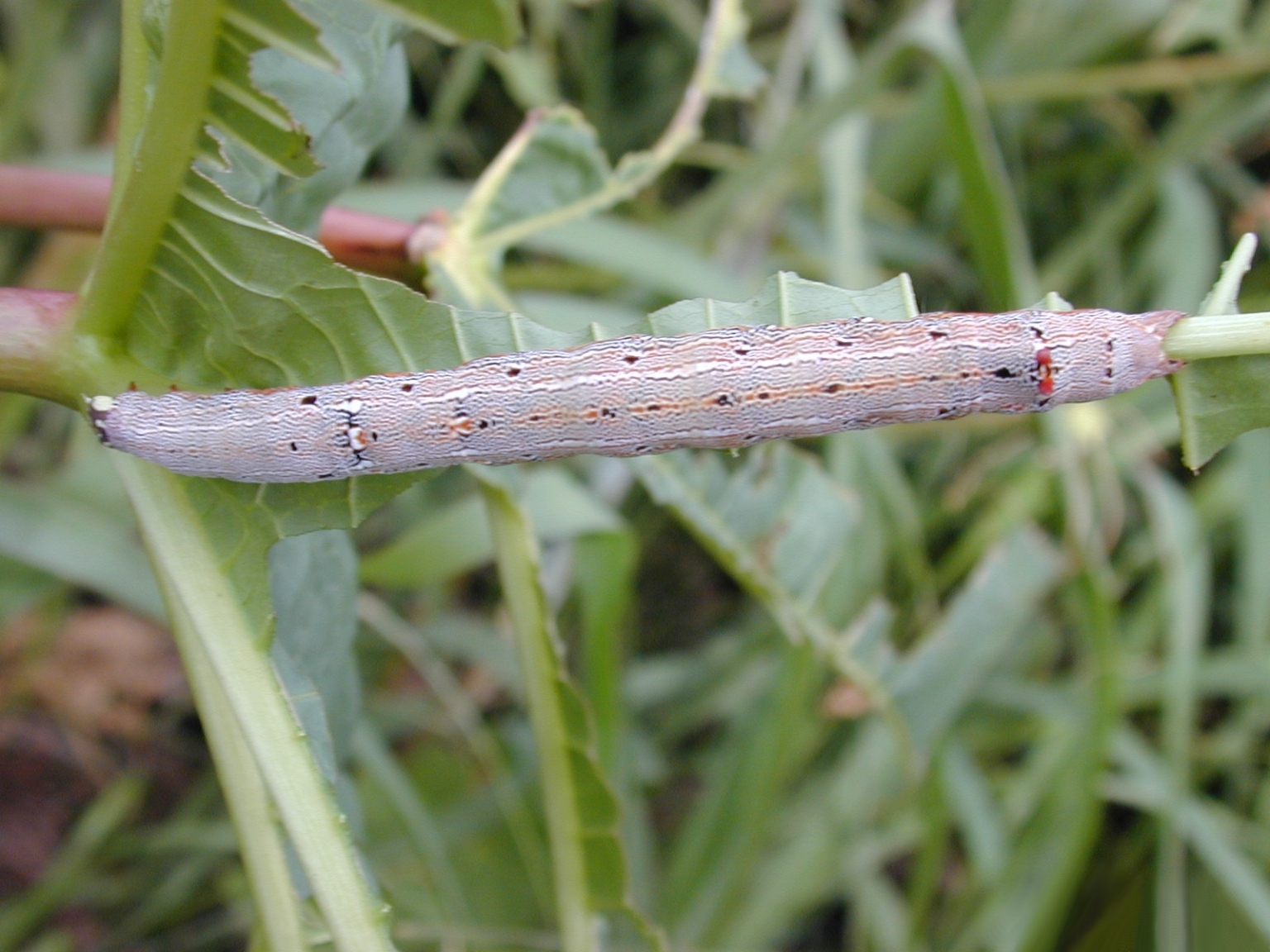
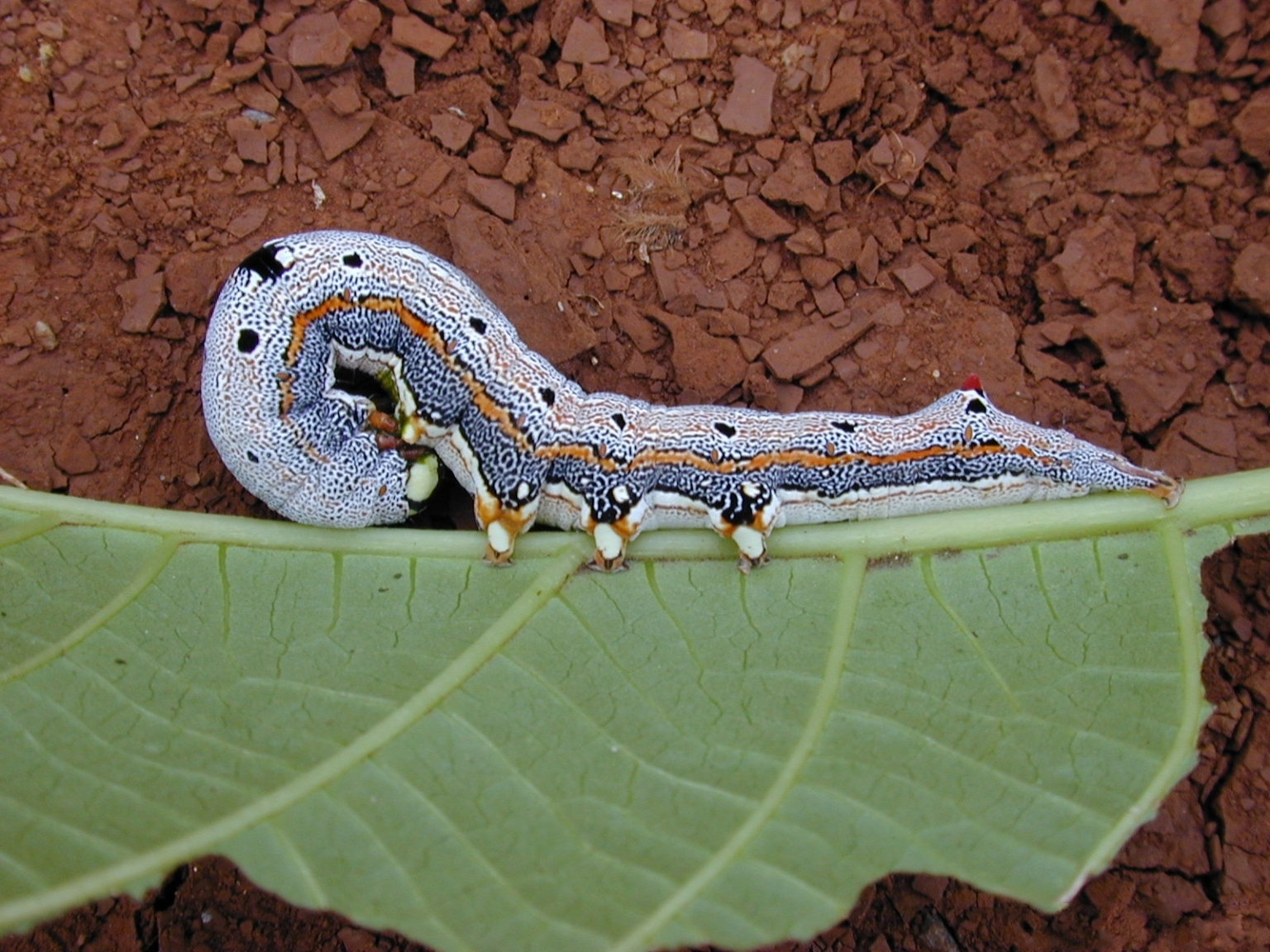
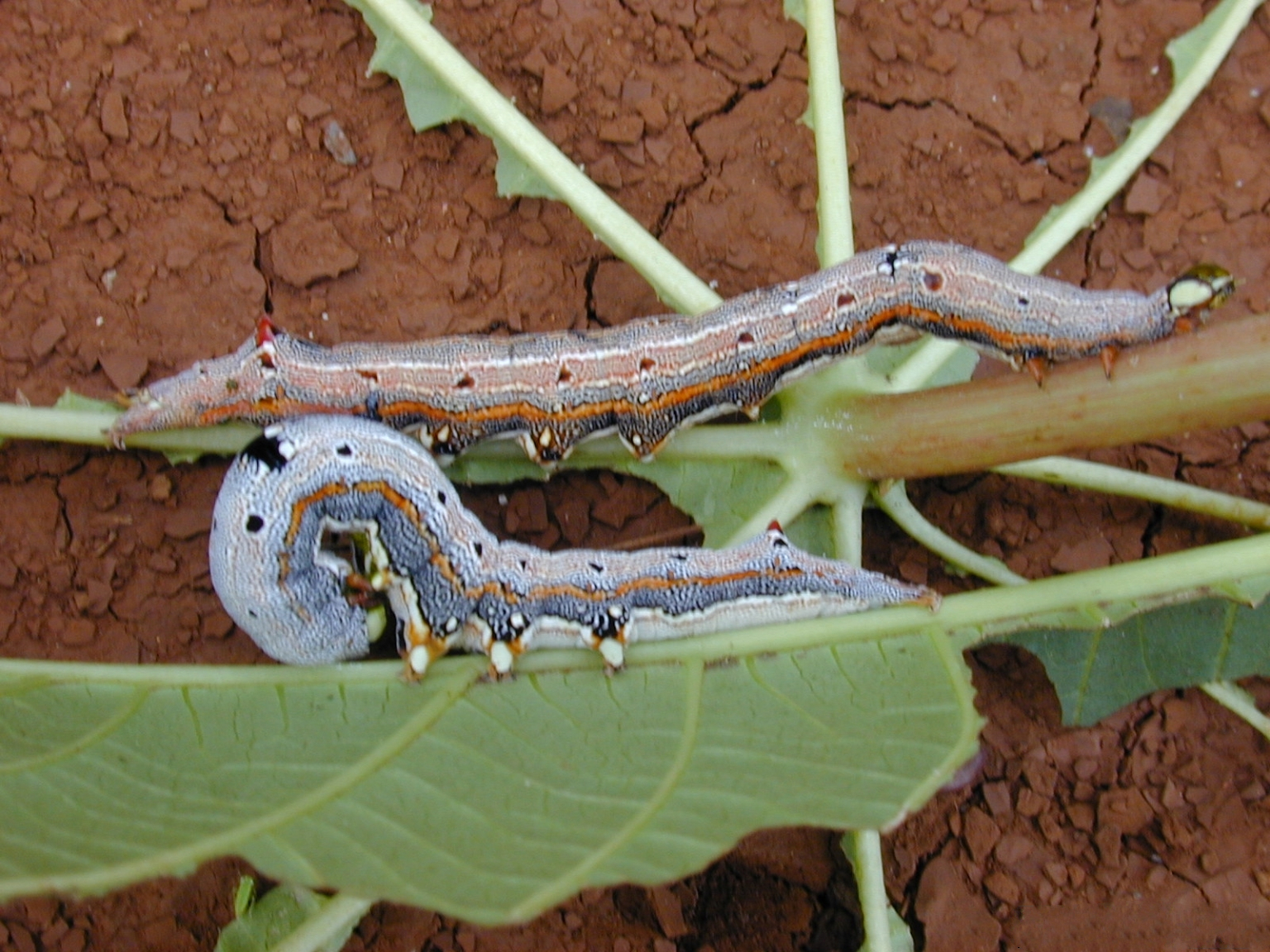
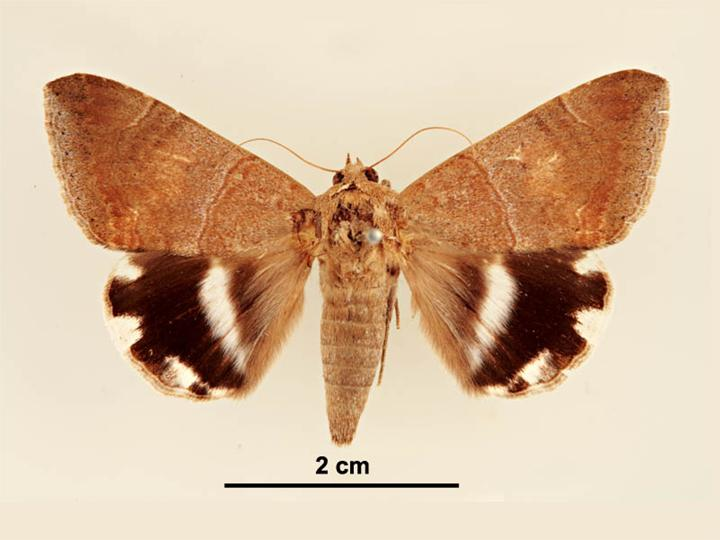